# استفانی سون
استفانی سون یانزی (انگلیسی: Stefanie Sun Yanzi؛ زادهٔ ۲۳ ژوئیهٔ ۱۹۷۸) خواننده-ترانه‌پرداز اهل سنگاپور است. وی از سال ۱۹۹۹ میلادی تاکنون مشغول فعالیت بوده است. این هنرمند سنگاپوری که نام اصلی‌اش سنگ یی تسه است، در سال ۲۰۰۰ نخستین آلبوم خود با نام یان زی را منتشر کرد که برای آن «جایزه ملودی طلایی» برای بهترین هنرمند جدید را دریافت کرد. وی در سال ۲۰۰۴، هشتمین آلبوم استودیویی خود با نام استفانی را منتشر کرد که مجدداً «جایزه ملودی طلایی» برای بهترین خواننده زن ماندارین را برای او به ارمغان آورد.
استفانی سون با فروش بیش از ۳۰ میلیون نسخه از آثارش، در چین بزرگ به شهرت بالایی دست یافت و به عنوان یکی از هنرمندان برجسته در میان چینی‌زبان‌ها شناخته می‌شود.

## اوایل زندگی و تحصیلات
استفانی سون در ۲۳ ژوئیه ۱۹۷۸ در سنگاپور متولد شد. او در مدرسه ابتدایی نانیانگ، مدرسه متوسطه سنت مارگارت، مدرسه دخترانه رافلز، کالج جونیور سنت اندرو و دانشگاه صنعتی نانیانگ تحصیل کرد و در سال ۲۰۰۰ مدرک کارشناسی بازاریابی خود را دریافت کرد.

## حرفه موسیقی

### سال‌های اولیه و دهه ۲۰۰۰
استفانی سون در دوران دانشگاه، نخستین ترانه خود را با عنوان «کسی» نوشت که بعدها در آلبوم آغاز (منتشر شده در سال ۲۰۰۲) گنجانده شد. او در مدرسه موسیقی ال‌دبلیواس آموزش دید و استعداد آواز او توسط مربی‌اش پل لی کشف شد. پل لی سپس او را به ساموئل چو، رئیس وقت وارنر میوزیک تایوان معرفی کرد.
در سال ۲۰۰۲، مجله یاژو ژوکان که در هنگ‌کنگ منتشر می‌شود، مقاله‌ای ۱۵ صفحه‌ای دربارهٔ «پدیده استفانی سون» منتشر کرد و تأثیر موسیقی او را در سراسر آسیا بررسی کرد.
استفانی سون همچنین برای اجرای نسخه‌های انگلیسی و ماندارین آهنگ‌های رسمی رژهٔ روز ملی سنگاپور انتخاب شد: در ۲۰۰۲ با ترانهٔ «به آنجا خواهیم رسید» (一起走到) و در سال ۲۰۰۳ با ترانهٔ «یک ملت متحد» (全心全意)
در سال ۲۰۰۶، سازمان پارک‌های ملی سنگاپور یک ارکیده را به نام او نام‌گذاری کرد: دِندروبیوم استفانی سون. همچنین، موزه مادام توسو در سنگاپور تندیس مومی او را به نمایش گذاشته است. این مجسمه، ظاهر شاخص او را در تور جهانی کپلر در سال ۲۰۱۴ به تصویر می‌کشد و ساخت آن حدود چهار ماه طول کشید و ۳۰۰٬۰۰۰ دلار سنگاپور هزینه دربرداشت.

### دهه ۲۰۱۰
استفانی سون در مصاحبه‌ای گفت که پر افتخارترین لحظه زندگی حرفه‌ای‌اش آن هنگامی بود که آهنگ مورد علاقه کوا جیاک چو (همسر نخست‌وزیر پیشین سنگاپور) را اجرا کرد. او همچنین در مراسم جوایز بیزینس چاینا ۲۰۱۱ آهنگ «کی سرا سرا» را خواند که مورد علاقه لی کوآن یو بنیان‌گذار و نخست‌وزیر اسبق سنگاپور بود. این اجرا لی کوآن یو را به گریه انداخت؛ شخصی که سون بیشترین احترام را برای او قائل بود.

### دهه ۲۰۲۰
در ژانویه ۲۰۲۰، او با گروه تایوانی می‌دِی همکاری کرد و نسخه جدیدی از آهنگ معروف آنها در سال ۲۰۰۰، «محبت» را منتشر کرد.
در ۲۷ می ۲۰۲۲، سون یک کنسرت مجازی یک‌ساعته را در شبکه اجتماعی دوئین اجرا کرد که بیش از ۲۴۰ میلیون بیننده داشت.

## زندگی خصوصی
استفانی سون در ماه مه ۲۰۱۱، با ندیم وان دِر روس که تبار اندونزیایی-اوراسیایی دارد، ازدواج کرد. او بنیان‌گذار «یک ایده باشید» است که بخشی از «گروه مشاوران حرفه‌ای گود بین» است. آنها مخفیانه ازدواج خود را در مارس ۲۰۱۱ ثبت کرده بودند. در اکتبر ۲۰۱۲، سون پسر خود را به دنیا آورد و شش سال بعد نیز در ژوئیه ۲۰۱۸ یک دختر به دنیا آورد.

## تورهای موسیقی
- تور جهانی استارت (۲۰۰۲–۲۰۰۴)
- کنسرت تور جهانی استفانی سون (۲۰۰۵–۲۰۰۶)
- تور جهانی «پاسخ این است» (۲۰۰۹–۲۰۱۰)
- تور جهانی کپلر (۲۰۱۴–۲۰۱۵)
- آئوت نیهیلو: سون یانزی در کنسرت (۲۰۲۵–)